# Isochasta antipala
Isochasta antipala är en fjärilsart som beskrevs av Edward Meyrick 1904. Isochasta antipala ingår i släktet Isochasta och familjen stävmalar. Inga underarter finns listade i Catalogue of Life.